# Miyū Imai
Miyū Imai (jap. 今井海優 Imai Miyū; ur. 12 grudnia 1998) – japońska zapaśniczka walcząca w stylu wolnym. Srebrna medalistka mistrzostw Azji w 2018. Szósta w Pucharze Świata w 2022. Mistrzyni świata juniorów w 2018 roku.